# التهاب وتر أخيل
يحدث التهاب وتر أخيل (بالإنجليزية: Achilles tendinitis)‏ المعروف أيضًا باسم اعتلال وتر أخيل، عندما يتألم وتر أخيل الموجود في مؤخرة الكاحل. يترافق اعتلال وتر أخيل مع تغيرات في بنية الوتر وخواصه الميكانيكية. الأعراض الأكثر شيوعًا هي الألم والتورم حول الوتر المصاب. عادة ما يكون الألم أسوأ في بداية التمرين ويقل بعد ذلك. قد يعاني المريض من تيبس في الكاحل أيضًا. يبدأ المرض تدريجيًا بشكل عام.
يحدث التهاب وتر أخيل عادةً نتيجة الإفراط في استخدامه، مثل الجري. تشمل عوامل الخطر الأخرى الصدمات، ونمط الحياة الذي يتضمن القليل من التمارين، والأحذية ذات الكعب العالي، والتهاب المفاصل الروماتويدي، وأدوية الفلوروكينولون أو الستيرويد. يعتمد التشخيص بشكل عام على الأعراض والفحص.
يوجد العديد من الإجراءات البسيطة التي يمكن للأفراد اتخاذها للوقاية من التهاب الوتر أو الحد منه. على الرغم من استخدامها بشكل شائع، لكن لبعض هذه الإجراءات أدلة علمية محدودة، وبعضها بدون أي دلالة علمية، وهي تمارين التمدد قبل التمرين. تعتبر تقوية عضلات ربلة الساق، وتجنب الإفراط في التدريب، واختيار أحذية أكثر ملاءمة من الخيارات الجيدة. يمكن تحسين طريقة الجري بتمارين بسيطة تساعد العدائين على تجنب إصابة وتر أخيل. يشمل العلاج عادةً الراحة، والثلج، ومضادات الالتهاب غير الستيرويدية (NSAIDs)، والعلاج الطبيعي. يوصى بالجراحة للمرضى الذين استمرت أعراضهم لأكثر من ستة أشهر على الرغم من العلاجات الأخرى. التهاب وتر أخيل شائع نسبيًا.

## الأعراض
1. ألم شديد عند التقاء الوتر بعظمة الكعب
2. يزداد الشعور بالألم دائما بعد فترة من الراحة وخصوصا عند النهوض من الفراش
3. أحياناً يلاحظ وجود احمرار وتورم
4. قد يجد المصاب صعوبة في ارتداء الحذاء، وخاصةً إذا كان ضيقاً

## الأسباب
يعد التهاب وتر أخيل من الإصابات الشائعة، خاصة في الرياضات التي تنطوي على الاندفاع والقفز. ويُعتبر أحد أهم الآثار الجانبية المعروفة للمضادات الحيوية الفلوروكينولون مثل سيبروفلوكساسين، إضافة للأنواع الأخرى من التهاب الأوتار.
يُلاحظ التورم في منطقة التلف الجزئي أو التمزق الجزئي بشكل واضح أو عن طريق اللمس. يُحدد وجود ازدياد محتوى الماء وعدم انتظام الكولاجين في المطرق بين الخلوي في آفات الأوتار عن طريق التصوير بالموجات فوق الصوتية أو التصوير بالرنين المغناطيسي.
يُعتقد أن أسباب التهاب وتر أخيل الأساسية هي أسباب فسيولوجية أو ميكانيكية أو خارجية (مثل الأحذية أو التدريب). من الناحية الفسيولوجية، ينقص إمداد الدم إلى وتر أخيل من خلال الأغماد الزليليّة المحيطة به. قد يؤدي هذا النقص في إمدادات الدم إلى تدهور ألياف الكولاجين والالتهابات. من المعروف أيضًا أن الشد في عضلات الربلة له دور في حدوث التهاب وتر أخيل.
أثناء مرحلة التحميل في دورة الجري والمشي، ينحني (وضعية الكب) الكاحل والقدم بشكل طبيعي ويستلقي بمقدار 5 درجات تقريبًا. يُعد الكب المفرط للقدم (أكثر من 5 درجات) في المفصل تحت الكاحل نوعًا من الآليات الميكانيكية التي قد تؤدي إلى التهاب الأوتار.
تشير إصابة الإجهاد المتكرر إلى الإجهاد والضغط المتكرر على المنطقة، وهو ما يحدث على الأرجح عند عدائي التحمل. قد يعني الإجهاد المتكرر ببساطة زيادة شدة الركض أو القفز أو التدريبات البليومترية خلال فترة قصيرة جدًا. يوجد أسباب أخرى أيضًا، مثل استخدام الأحذية غير المناسبة أو البالية، والتي تفتقر إلى الدعم اللازم للحفاظ على القدم في وضعية الكب الطبيعي.

## التشخيص
يُشخص عادة التهاب وتر أخيل من خلال السيرة المرضية والفحص البدني للوتر. يُظهر التصوير الشعاعي رواسب التكلس داخل الوتر عند اندخاله العقبي عند حوالي 60% من الحالات. قد يحدد التصوير بالرنين المغناطيسي (MRI) مدى تنكس الوتر، وقد يُظهر تشخيصات تفريقية مثل التهاب الجراب.

## العلاج
- الراحة التامة
- كمادات الثلج
- العلاج بالأدوية مضادة الالتهاب اللا إستيرويدية
- بعض أساليب العلاج الطبيعي والتأهيلي
- العلاج بالموجات فوق الصوتية
- العلاج بالموجات الليزرية (بالإنجليزية laser photostimulation) ـ
- العلاج بالموجات الكهربائية (بالإنجليزية electrical stimulation) ـ
- تركيب دعامة بلاستيكية لدعم الوتر (قلما تستخدم)
- في الحالات المتقدمة ممكن استخدام حقن الكورتيزون ولكن لا ينصح بها لأنها تؤدي في النهاية إلى الإصابات الجسيمة للوتر (القطع الكامل والجزئي)
- قد تحتاج الحالات المعقدة إلى التدخل الجراحي.